# P de Weierstraß

p de Weierstrass

La p de Weierstraß (℘ o {\displaystyle \wp }), también llamada pe (una letra pe estilizada), es utilizada para identificar los siguientes conceptos matemáticos:
- Función elíptica de Weierstrass
- El conjunto potencia[cita requerida]

Su nombre hace honor al matemático alemán Karl Weierstraß.
Su código unicode es U+2118 (℘) donde se la ha nombrado en forma incorrecta como p mayúscula cursiva. De hecho es una letra minúscula, pero este error no ha sido subsanado en versiones posteriores para mantener estable el estándar Unicode.
El código TeX para este carácter es \wp .